# Candidatures als Jocs Olímpics de 2016
Set ciutats van presentar les seves candidatures per acollir els Jocs Olímpics de 2016, formalment conegut com la XXXI Olimpíada, que van ser reconeguts pel Comitè Olímpic Internacional (COI). Els Jocs se celebrarien a mitjans de 2016 com a part del moviment dels esports olímpics. Després d'una avaluació tècnica de les set primeres ciutats aspirants, les quatre ciutats candidates van ser preseleccionades el 4 de juny de 2008, convertint-se en candidates oficials; Chicago, Madrid, Rio de Janeiro i Tòquio. Les ciutats aspirants que no van ser preseleccionades van ser Bakú, Doha i Praga.
Tòquio i Madrid van obtenir les millors puntuacions tècniques durant la fase d'aplicació i per ser capitals altament reconegudes a nivell mundial, va ajudar el fet que passessin a la ronda final. No obstant això, els últims partits celebrats a Àsia i Europa podrien haver afectat la seva candidatura. A més els Jocs Olímpics d'Estiu tornen a Amèrica després de vint anys, ja que les últimes en el continent es van celebrar a Atlanta 1996, per tant, Chicago i Rio de Janeiro tenien un avantatge, especialment aquesta última doncs es convertiria a la primera ciutat sud-americana en organitzar els Jocs Olímpics.
El llarg i intens procés de les candidates va finalitzar amb l'elecció de la ciutat de Rio de Janeiro que albergaria els Jocs Olímpics de 2016, escollida en la 121a Sessió del COI a Copenhaguen, Dinamarca el 2 d'octubre de 2009.

## Procés de candidatura
El procés de candidatura olímpica comença amb la presentació de la sol·licitud d'una ciutat al Comitè Olímpic Internacional (COI) pel seu Comitè Olímpic Nacional (NOC) i acaba amb l'elecció de la ciutat seu pels membres del COI durant una reunió ordinària. El procés es regeix per la Carta Olímpica, com s'indica en el capítol 5, article 34.
Des del 1999, el procés ha consistit en dues fases. Durant la primera fase, que comença immediatament després del termini de presentació de les candidatures, les "ciutats candidates" estan obligades a respondre un qüestionari sobre temes d'importància per a l'organització d'uns exitosos Jocs. Aquesta informació permet al COI analitzar la capacitat, fortalesa, febleses i plans de les ciutats aspirants. Després de l'estudi detallat dels qüestionaris presentats i els informes subsegüents, la Junta Executiva del COI selecciona les ciutats que estan qualificats per passar a la següent fase. La segona fase és la veritable etapa de candidatura: les ciutats aspirants que van ser acceptades (d'ara endavant denominades "ciutats candidates" i no "ciutats aspirants") estan obligades a presentar un segon qüestionari en un arxiu de forma més extensa i més detallada. Aquests arxius són acuradament estudiats per la Comissió d'Avaluació del COI, un grup compost pels membres del COI, els representants de les federacions esportives internacionals, els comitès olímpics nacionals, els atletes, el Comitè Paralímpic Internacional i els experts internacionals en diversos camps. Els membres de la Comissió d'Avaluació, després, realitzen visites d'inspecció de quatre dies a cadascuna de les ciutats candidates, on es comprova els llocs proposats i s'informa sobre els detalls dels temes tractats en el dossier de candidatures. La Comissió d'Avaluació comunica els resultats de les seves inspeccions en un informe enviat als membres del COI fins a un mes abans de l'elecció de la Sessió del COI.
La Sessió del COI en la qual es tria a la ciutat seu té lloc en un país que no va presentar una sol·licitud per organitzar els Jocs Olímpics. L'elecció es realitza mitjançant la participació dels membres del COI (a exclusió de membres honoraris i d'honor), cadascun amb un vot. Els membres dels països que tenen una ciutat que participen en les candidatures no poden votar, mentre la ciutat estigui en participant. La votació es duu a terme en una successió de rondes fins que un aconsegueix una majoria absoluta dels vots, i si això no succeeix en la primera ronda, la ciutat amb el menor nombre de vots és eliminada i comença una altra ronda de votació. En el cas d'un empat pel menor nombre de vots, una votació de desempat especial es duria a terme, amb el guanyador passant a la següent ronda. Després de cada ronda, s'anuncia la candidata eliminada. Després de l'anunci de la ciutat amfitriona, la delegació que guanya signa el "Contracte de la Ciutat Amfitriona" amb el COI, que delega les responsabilitats de l'organització dels Jocs a la ciutat i els Comitès Olímpics Nacionals.

### Avaluació de les ciutats aspirants
El termini per presentar sol·licituds pels Jocs Olímpics de 2016 va ser el 13 de setembre de 2007. Les set ciutats que van presentar aplicacions abans d'aquesta data també van presentar les aplicacions el 14 de gener de 2008 per a la presentació del qüestionari de la primera fase. A través de l'anàlisi dels qüestionaris, el COI va donar una puntuació mitjana ponderada a cada ciutat basada en les puntuacions obtingudes en cadascun dels onze temes del qüestionari: suport polític i social, infraestructura general, seus esportives, la Vila Olímpica, el medi ambient, allotjament, transport, seguretat, experiència, finances i llegat. Si la qualificació d'una ciutat candidata era superior a sis punts (puntuació del COI), la ciutat era considerada de gran capacitat per organitzar els Jocs, en cas contrari, les seves possibilitats eren molt escasses. El 4 de juny de 2008, el COI va anunciar les ciutats acceptades com a candidates: Quatre de les cinc ciutats candidates amb les puntuacions més altes van avançar a la següent fase com a ciutats candidates oficials. Segons l'estipulat, el COI els va concedir el dret d'usar els Anells Olímpics en el seu emblema de la candidatura, juntament amb una etiqueta d'identificació de cadascuna com una ciutat candidata. El Comitè Olímpic Internacional va anar contra precedent quan va seleccionar Rio de Janeiro sobre Doha, una ciutat que va obtenir qualificacions més altes però va ser eliminada. Les febleses de Doha van ser perquè era una ciutat amb poca població, mancava d'instal·lacions, i els jocs es planejaven celebrar fora de la data recomanada pel COI. Normalment, el COI selecciona totes les ciutats candidates que hagin obtingut la puntuació superior establerta.
El Grup de Treball va dividir l'Informe d'Avaluació sobre onze temes detallats i ponderacions: suport governamental, aspectes legals i opinió pública (2); infraestructura general (5); seus esportives (4); Vila Olímpica (3); condicions mediambientals i impacte (2); allotjament (5); transport (3); seguretat i protecció (3); experiència d'altres esdeveniments esportius (2); finançament (3); i, projecte general i llegat (3). Els ponderats, que oscil·len entre 1 i 5 (5 és la més alta), van ser atribuïts pel Grup de Treball per a cada criteri, reflectint el nivell de la informació sol·licitada de les ciutats aspirants en aquesta fase del procés de candidatura, i el potencial d'aconseguir el nivell requerit per a l'organització dels Jocs Olímpics dins dels set anys de preparació. El Grup de Treball va establir el punt de referència als 6 com a grau mínim requerit (en una escala del 0 al 10). Aquesta qualificació va ser atribuïda pel Grup de Treball dels criteris principals i secundaris, per a cada ciutat aspirant, reflectint l'avaluació del Grup de Treball (qualitat, quantitat, ubicació, concepte, etc.)
| Criteris | BAK | CHI | DOH | MAD | PRA | RIO | TOK |
| -------- | --- | --- | --- | --- | --- | --- | --- |

| Min                                                         | Màx | Min | Màx | Min | Màx | Min | Màx | Min | Màx | Min | Màx | Min | Màx |      |
| ----------------------------------------------------------- | --- | --- | --- | --- | --- | --- | --- | --- | --- | --- | --- | --- | --- | ---- |
| Suport governamental, qüestions jurídiques i opinió pública | 5,7 | 7,4 | 6,2 | 7,9 | 7,0 | 8,7 | 7,5 | 9,0 | 4,3 | 6,7 | 7,3 | 8,8 | 7,0 | 8,5  |
| Infraestructura general                                     | 3,8 | 5,6 | 5,5 | 7,4 | 5,5 | 7,5 | 7,9 | 8,9 | 4,2 | 6,0 | 5,3 | 7,2 | 7,6 | 8,9  |
| Seus esportives                                             | 3,2 | 5,6 | 5,8 | 7,2 | 6,8 | 8,2 | 7,9 | 8,8 | 5,0 | 6,3 | 5,8 | 7,4 | 6,9 | 8,7  |
| Vila(s) Olímpica(s)                                         | 6,8 | 8,1 | 7,0 | 8,6 | 6,9 | 8,6 | 7,4 | 8,7 | 4,9 | 7,2 | 6,0 | 7,7 | 7,5 | 8,9  |
| Condicions mediambientals i impacte                         | 4,2 | 6,0 | 6,0 | 8,0 | 6,4 | 8,2 | 7,4 | 8,8 | 5,4 | 7,4 | 5,6 | 7,6 | 7,6 | 8,8  |
| Allotjament                                                 | 2,6 | 4,8 | 9,4 | 9,8 | 5,5 | 7,7 | 7,8 | 8,8 | 5,1 | 5,8 | 5,5 | 6,4 | 9,6 | 10,0 |
| Transport                                                   | 6,0 | 8,5 | 5,3 | 7,8 | 6,5 | 8,3 | 8,0 | 9,0 | 4,8 | 7,0 | 5,5 | 7,5 | 7,5 | 8,5  |
| Seguretat i protecció                                       | 4,4 | 5,8 | 7,1 | 8,2 | 5,5 | 7,1 | 7,1 | 7,9 | 4,4 | 6,1 | 4,6 | 7,0 | 7,9 | 9,0  |
| Experiència d'altres esdeveniments esportius                | 3,8 | 6,4 | 5,4 | 8,0 | 6,0 | 7,6 | 7,2 | 8,2 | 4,4 | 6,4 | 6,6 | 7,9 | 6,0 | 8,0  |
| Finançament                                                 | 4,8 | 6,4 | 6,5 | 8,0 | 6,7 | 8,6 | 6,5 | 8,5 | 4,8 | 6,7 | 6,0 | 7,7 | 7,0 | 8,5  |
| Projecte general i llegat                                   | 3,0 | 5,0 | 5,0 | 8,0 | 5,0 | 7,0 | 8,0 | 9,0 | 4,0 | 5,0 | 5,5 | 8,0 | 7,0 | 9,0  |

### Comissió d'avaluació
Nawal El Moutawakel del Marroc presideix la Comissió d'Avaluació. També va presidir la comissió d'avaluació per a les Candidatures als Jocs Olímpics de 2012. Altres membres inclouen al Director Executiu dels Jocs Olímpics Gilbert Felli, membres del COI Ching-Kuo Wu de la Xina Taipei, membre del COI Craig Reedie de Gran Bretanya, membre del COI Guy Drut de França, membre del COI Mounir Sabet d'Egipte, membre del COI i atleta de la Comissió Representant Alexander Popov de Rússia, membre del COI i representant de l'ASOIF Els van Breda Vriesman dels Països Baixos i el representant d'IPC Gregory Hartung d'Austràlia.
Les inspeccions a les ciutats candidates van ser realitzades per la Comissió en el segon trimestre de 2009. Chicago va ser visitada del 2 al 8 d'abril, Tòquio del 14 al 20 d'abril, Rio de Janeiro del 27 d'abril al 3 de maig, i Madrid del 4 al 9 de maig. A diferència dels anys anteriors, les visites de la Comissió es van ampliar de quatre dies a set. També va publicar una avaluació tècnica integral per als membres del COI un mes abans de les eleccions d'octubre de 2009.

## Ciutats candidates

### Chicago
En el cas de que Chicago hagués estat seleccionada pel COI, els Jocs de 2016 haguessin estat els primers Jocs Olímpics d'Estiu, celebrats a Amèrica des dels Jocs d'Atlanta 1996.
El 4 de juny de 2008, Chicago va ser nomenada com una de les quatre finalistes pels Jocs Olímpics de 2016. La selecció final va ser celebrada el 2 d'octubre de 2009, en Copenague, Dinamarca.
L'11 de setembre es va anunciar que Michelle Obama encapçalarà la delegació de Chicago que viatjarà a Dinamarca per a la votació del 2 d'octubre en la qual el COI triarà la seu dels Jocs Olímpics de 2016, encara que el president Barack Obama va dir que no ho faria. La primera dama va dir que assumiria el paper d'impulsar la seva ciutat natal en la candidatura "amb gran orgull". "No hi ha dubte que Chicago oferiria al món un entorn fantàstic per a aquests jocs històrics i espero que la torxa olímpica tingui l'oportunitat de brillar amb força a la meva ciutat natal", va dir Michelle Obama. Valerie Jarret, una de les principals assessores d'Obama també és de Chicago i que ha treballat per a la candidatura de la ciutat, acudirà a Copenhaguen per a la votació.
En cas en què Chicago hagués estat escollida per albergar els Jocs Olímpics de 2016, la ciutat s'hagués blindat econòmicament, ja que l'Ajuntament de la ciutat signaria un segur multimilionari amb l'objectiu de protegir els contribuents de possibles despeses en cas d'un atac terrorista, danys en els estadis o fins i tot una pandèmia. L'equip de l'alcalde Richard Daley gastaria al voltant d'uns 1200 milions de dòlars (816 milions d'euros) en pòlisses d'assegurances per cobrir els possibles costos provocats per danys en les infraestructures o de tipus sanitari si la ciutat sofreix algun atemptat. També es va dir que reservaria certa suma en aquesta pòlissa per cobrir possibles eventualitats en cas que es cancel·lin els Jocs.
Chicago va ser eliminada en la primera fase.

### Madrid
El 6 de juliol de 2006 el Ple de l'Ajuntament de Madrid va aprovar per unanimitat presentar la candidatura de la ciutat per organitzar els Jocs Olímpics de 2016, un any després que la candidatura de Madrid 2012 fos derrotada en la Sessió del Comitè Olímpic Internacional a Singapur, en la qual es va escollir a Londres com a seu dels XXX Jocs Olímpics d'Estiu. Des del Ple, Gallardón va viatjar per tot el món concertant entrevistes i coneixent més als membres del COI amb l'objectiu d'aconseguir les olimpíades.
Després d'escollir el logo oficial de la candidatura mitjançant consulta popular d'entre més de 2700 opcions, i després de l'aprovació de la mateixa per un grup d'experts, l'emblema escollit va ser el d'una mà amb una M de Madrid tallada en el palmell i farcida amb els colors olímpics en una combinació amb corbes entrellaçades. El seu nom era Corle i va ser dissenyat per l'argentí Joaquín Malle.
El 13 de setembre de 2007, el COI va acceptar la candidatura de Madrid 2016.
El 4 de juny de 2008 en l'anunci de les quatre candidates oficials a Atenes, Madrid va obtenir una valoració del COI de 8,1 punts sobre deu, per darrere de Tòquio (8,3) i per davant de Chicago (7,0) i Rio de Janeiro (6,4).
José Luis Rodríguez Zapatero, president d'Espanya, i Lula, president brasiler, van acordar a Nova York durant una reunió de l'ONU el 22 de setembre, que una ciutat recolzaria a l'altra si es donés el cas que alguna no superés les primeres votacions del COI el 2 d'octubre. El motiu és augmentar les possibilitats si una d'elles quedés eliminada abans de l'última votació. Ambdues són les representants del "món llatí" entre les candidates.

### Rio de Janeiro
Rio de Janeiro va ser escollida per unanimitat pel Comitè Olímpic del Brasil (COB) com la ciutat nacional aspirant per les XXXI Olimpíades l'1 de setembre de 2006, iniciant un procés de deu anys fins als Jocs Olímpics. Va ser en el 2007 quan Rio de Janeiro va ser la seu dels Jocs Panamericans de 2007 i va ser la que li va donar el lloc a Guadalajara per als Jocs Panamericans de 2011, en aquell moment, tenia la candidatura pels Jocs Olímpics de 2016, així, la ciutat buscava ser la seu, poder guanyar, i poder realitzar els primers Jocs Olímpics a Sud-amèrica. Altres ciutats de Sud-amèrica com Buenos Aires (principalment) han intentat ser seus d'alguns Jocs Olímpics, però no ho han aconseguit. L'única ciutat llatinoamericana que ha realitzat uns Jocs Olímpics ha estat la Ciutat de Mèxic. Rio de Janeiro ja ha intentat realitzar uns Jocs Olímpics, però ha fallat, va intentar pels Jocs Olímpics de 2004, fins i tot pels Jocs Olímpics de 2012. Al setembre de 2006, es va anunciar que Riu podria ser una candidata a aquests jocs, i que era molt possible, ja que la ciutat estava en forma per realitzar-los. El juny de 2008 el Comitè Olímpic de Rio de Janeiro va anunciar que Riu seria una candidata per als Jocs de 2016. Aquesta és la primera vegada que Rio de Janeiro ha arribat a les finals o a l'última etapa d'aquest concurs. Quan es van decidir els finalistes de la candidatura a ser seus d'aquests jocs en Acapulco, Rio de Janeiro va parlar sobre que aquesta ciutat podria marcar història en ser la primera ciutat a realitzar uns Jocs Olímpics a Sud-amèrica i, també, que des de fa poc més de 40 anys no s'han realitzat uns Jocs Olímpics a Llatinoamèrica després de Mèxic 68 i que aquesta podria ser una oportunitat per a Llatinoamèrica. Així és com Rio de Janeiro va competir contra els finalistes (Madrid, Chicago i Tòquio) per realitzar els Jocs Olímpics de 2016.

### Tòquio
El Comitè Olímpic Japonès (COJ) va escollir Tòquio sobre Fukuoka a l'agost de 2006.
Tòquio també ha albergat exitosament la Copa Mundial FIFA 2002, en la qual Japó ho va celebrar juntament amb Corea del Sud. Japó anteriorment també havia albergat els Jocs Olímpics en els Jocs de 1964 a Tòquio, els Jocs Olímpics d'Hivern de 1972 en Sapporo i els Jocs Olímpics d'Hivern de 1998 en Nagano.
El Comitè Olímpic Japonès (JOC) va posar com a data límit el 30 d'agost de 2006, perquè les ciutats s'inscrivissin. Va ser decidit el 30 d'agost de 2006, que Tòquio seria la candidata pel país en 2016. L'altra candidatura important del Japó va ser la ciutat occidental de Fukuoka a l'illa de Kyūshū. Les ciutats d'Osaka, Sapporo i Nagoya també van mostrar el seu interès per postular-se.
Tòquio va ser eliminada en la segona fase.

## Ciutats aspirants
Aquestes ciutats van ser eliminades al juny de 2008:

### Bakú
La candidatura de Bakú va ser anunciada pel president d'aquest país, Ilham Aliyev, el 8 d'abril de 2007. Aquesta és la primera candidatura realitzada tant per aquesta ciutat com per Azerbaidjan en tota la seva història. Les ciutats de Mingechevir i Ganja van ser presentades en conjunt a Bakú per a la realització dels esdeveniments de futbol.
Diversos factors tornen poc probable l'èxit d'aquesta candidatura. Azerbaidjan posseeix una curta història en el concert olímpic (participant per primera vegada a Atlanta 1996 i aconseguint només tres medalles d'or fins a l'actualitat), una economia poc desenvolupada després de la fi de la Unió Soviètica, la falta d'infraestructura i experiència esportiva, els problemes de seguretat, especialment relacionats amb les regions separatistes de l'Alt Karabaj i Najicheván i l'elecció de la propera ciutat russa de Sochi per als Jocs d'hivern de 2014. A més, la ciutat ha donat exemple de no saber portar un esdeveniment esportiu important durant la celebració del preolímpic d'hoquei herba, on diverses jugadores de diversos països van ser intoxicades bé per aigua, bé per aire condicionat, a més de rebre trucades nocturnes que impossibilitaven dormir.

### Doha
La candidatura de Doha correspon a la primera en la història realitzada per un país de la península aràbiga. La capital de Qatar posseeix poca experiència esportiva però en l'últim temps ha organitzat diversos esdeveniments, destacant els Jocs Asiàtics de 2006 i invertint més de 2,8 milions de dòlars en diverses obres com l'Estadi Khalifa i l'Aspire Zone, el recinte esportiu amb sostre més gran del món.
Dins dels factors que compliquen la candidatura de Doha s'inclou la inestabilitat existent a l'Orient Mitjà, les altes temperatures durant l'estiu (que superen els 40 °C), la curta història del país dins del moviment olímpic i la petita grandària de la ciutat i del país. Va obtenir millor puntuació que Rio de Janeiro, però el COI la va rebutjar per la seva proposta d'organitzar els Jocs a l'octubre.

### Praga
El 22 de març de 2007, Praga va confirmar la seva candidatura quan l'Assemblea de Praga va votar 53-10-3 en suport sobre llançar una candidatura oficial. Una de les ciutats més belles i visitades d'Europa, La candidatura txeca va ser aprovada per l'assemblea municipal el 22 de març de 2007 per 52 vots a favor, 10 en contra i 3 abstencions. Així, la ciutat va presentar la seva primera candidatura des de la seva fallida postulació en 1924.
Aquesta candidatura va posseir gran suport per part de les autoritats locals i governamentals, però es va considerar una preparació per a candidatures en un futur proper amb major certesa. Dins dels grans problemes que enfronta un eventual èxit de la candidatura txeca es troba la falta d'un estadi de característiques olímpiques i altres recintes esportius i, igual que Madrid, l'elecció de Londres i de Sotxi pels dos Jocs Olímpics previs varen fer poc probable l'elecció d'una altra ciutat europea consecutivament per part del COI.

### Ciutats que no van oficialitzar la seva candidatura
Una gran quantitat de ciutats van anunciar o van plantejar les seves intencions de presentar les seves candidatures, no obstant això, aquestes van ser descartades o no es van presentar en el termini corresponent. A continuació es llisten algunes d'aquestes:
- Baltimore-Washington DC, Estats Units: Retirada anunciada pel Comitè de la candidatura pels Jocs de 2012, el 13 de setembre de 2005.[48]
- Bangkok, Tailàndia: Segons el primer ministre, Thaksin Shinawatra, a l'agost de 2004; el cop d'estat contra el seu govern acabaria amb els plans.[49]
- Dubái, Unió dels Emirats Àrabs: Diverses fonts van manifestar els desitjos de participar en la carrera però, a últim minut, la idea no va ser concretada.
- Filadèlfia, Estats Units: Descartada el 26 de juliol de 2006 pel Comitè Olímpic dels Estats Units.[50]
- Fukuoka, Japó: El Comitè Olímpic Japonès va optar per Tòquio com a la representant nipona el 30 d'agost de 2006.
- Hamburg, Alemanya: Segons l'alcalde de la ciutat, el 10 de juliol de 2006.[51] Hamburg posteriorment va decidir enfocar-se en una candidatura pels anys següents, rebutjant la postulació inicial.
- Houston, Estats Units: Descartada el 26 de juliol del 2006 pel Comitè Olímpic dels Estats Units.[50]
- Llima, Perú: El president Alan García va anunciar la candidatura el 21 de maig de 2008, encara que el termini d'inscripcions havia finalitzat un any abans. La candidatura va ser finalitzada alguns dies després per part del Comitè Olímpic Peruà.[52][53]
- Los Angeles, Estats Units: Derrotada per Chicago en l'elecció final de la seu pel Comitè Olímpic dels Estats Units, el 14 d'abril del 2007.[50]
- Milà, Itàlia: La nova alcaldessa de la ciutat va informar al Comitè Olímpic Italià la renúncia, el 17 de juny de 2006.[54]
- Monterrey, Mèxic: Un moviment popular va instal·lar la idea que seria aprovada posteriorment pel municipi de la ciutat, però seria rebutjat pel Comitè Olímpic Mexicà al tancament del termini oficial.[55]
- Nairobi, Kenya: Segons el ministre keniata d'Esports, el 12 de gener de 2005.[56] Finalment no va ser presentada la candidatura.
- Nova Delhi, Índia: El Comitè Olímpic Indi va anunciar el 23 d'abril de 2007 que el país renunciava a presentar una candidatura pels Jocs Olímpics.[57]
- Roma, Itàlia: L'alcalde de la ciutat va renunciar a la candidatura per falta de suport polític, l'11 de juliol de 2006.[58]
- Sapporo, Japó: Retir anunciat per l'alcalde de la ciutat el 18 de febrer de 2006.
- [59]
- San Francisco, Estats Units: Malgrat ser seleccionada per a la votació final pel Comitè Olímpic dels Estats Units, el fracàs de les negociacions amb els San Francisco 49ers per a l'ús del seu estadi com a seu olímpica van obligar a la renúncia de la candidatura, anunciada el 13 de novembre de 2006.[60]

- San Diego i Tijuana van discutir sobre la possibilitat de fer uns Jocs Binacionals, convertint-se en els primers.[61]

## Índexs de predicció
Dos pàgines web, Gamesbids.com i Around the Rings, s'especialitzen a donar índexs de predicció sobre la base d'avaluacions olímpiques. Ells emeten periòdicament una anàlisi de les ciutats candidates i els assigna una puntuació entre 0 i 100, o 0 i 110, respectivament. La puntuació produeix un nombre que pot ser utilitzat per qualificar una candidatura en relació amb altres candidatures exitoses - i possiblement mesurar possibilitat de ser elegida. L'escala de Gamesbids.com es diu BidIndex, La d'Around the Ring es diu Power Index.
| Índexs no oficials | Índexs no oficials |            |
| --- | ------------------ | ---------- |
| \| Candidata \| BidIndex[n. 1] \| PowerIndex[n. 2] \| \| -------------- \| -------------- \| ---------------- \| \| Tòquio \| 59.20 \| 80 \| \| Madrid \| 57.80 \| 80 \| \| Chicago \| 60.01 \| 83 \| \| Rio de Janeiro \| 61.61 \| 84 \| \| Doha \| 53.46 \| \| \| Praga \| 37.17 \| \| \| Bakú \| 36.43 \| \| |                    |            |
| Candidata | BidIndex           | PowerIndex |
| Tòquio | 59.20              | 80         |
| Madrid | 57.80              | 80         |
| Chicago | 60.01              | 83         |
| Rio de Janeiro | 61.61              | 84         |
| Doha | 53.46              |            |
| Praga | 37.17              |            |
| Bakú | 36.43              |            |